# Soczewka kontaktowa

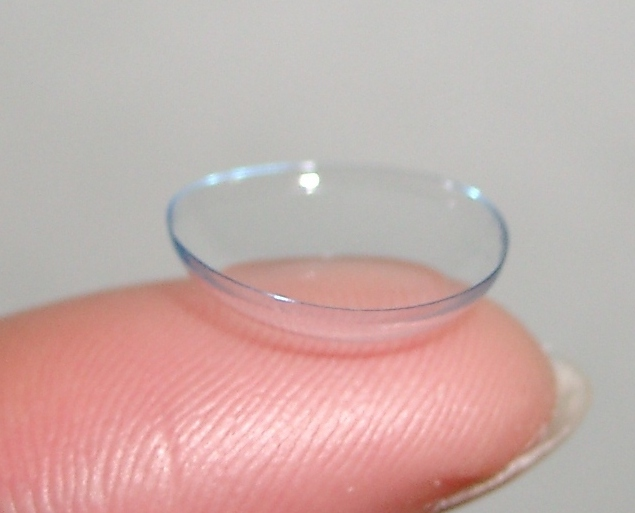
Miękka soczewka kontaktowa

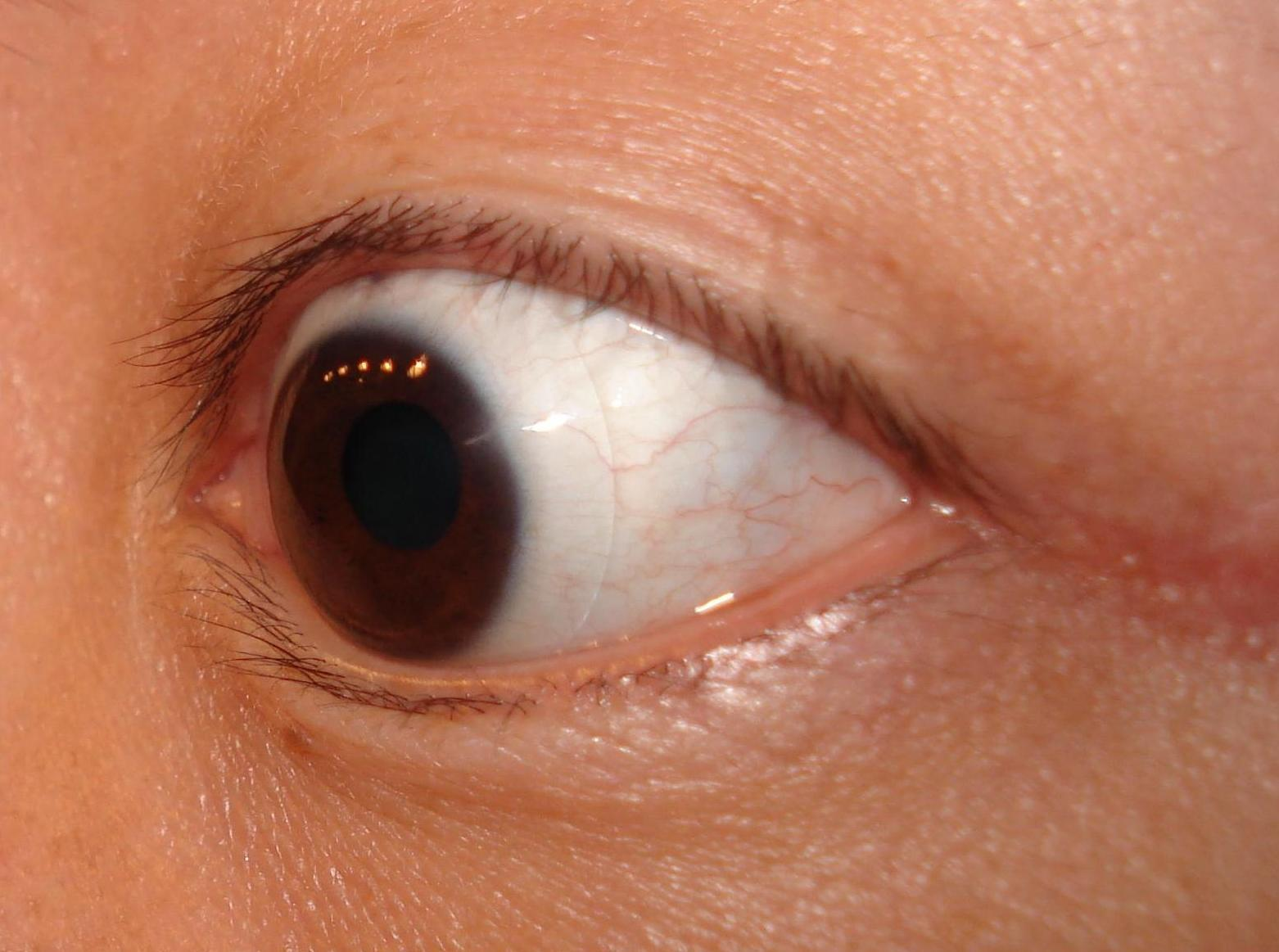
Soczewka kontaktowa

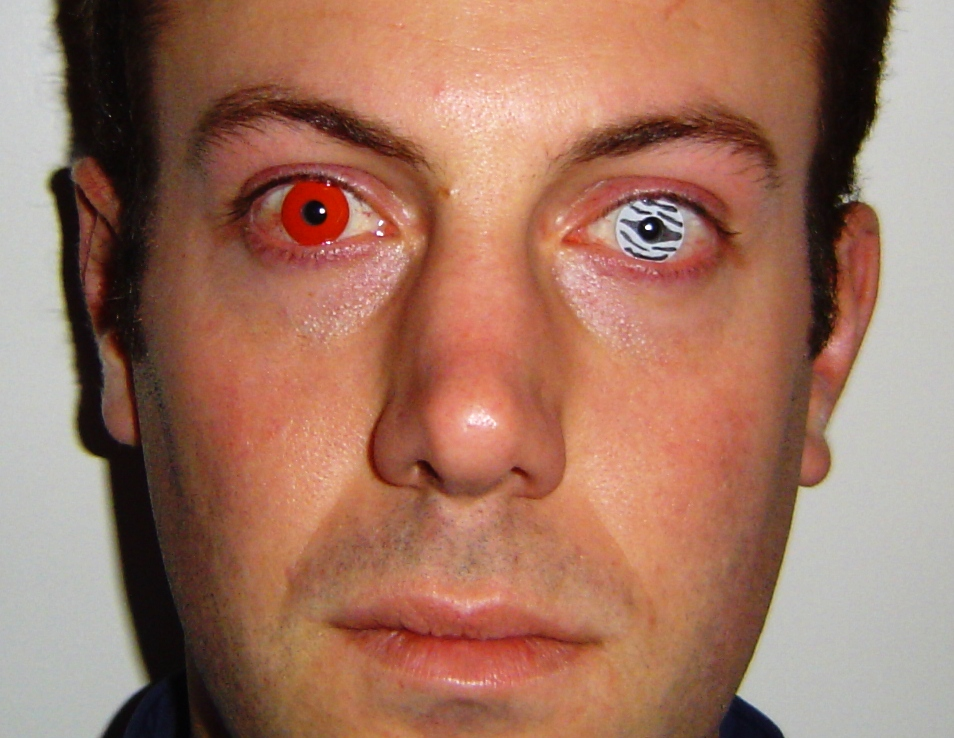
Soczewka kosmetyczna

Soczewka kontaktowa (niewłaściwie nazywana też szkłem kontaktowym) – soczewka umieszczana bezpośrednio na rogówce oka. Służy do korygowania wad wzroku, pełni funkcje opatrunkowe lub kosmetyczne (np. zmiana koloru oczu).

## Charakterystyka
Soczewki kontaktowe mogą być noszone w trybie dziennym, dwutygodniowym, miesięcznym, kwartalnym, jak i w trybie przedłużonym (do 30 dni bez zdejmowania). Najpopularniejszym materiałem, z którego wykonuje się soczewki jest materiał silikonowo-hydrożelowy dostępny od 1999 r. Wcześniej soczewki były wykonywane z hydrożelu gorzej przepuszczającego tlen do rogówki. Soczewki kontaktowe są wyrobem medycznym i o ich doborze powinien zawsze zadecydować specjalista. Dobór soczewek odbywa się poprzez sprawdzenie ostrości wzroku, ustalenie refrakcji, pomiar krzywizny rogówki, sprawdzenie przedniego odcinka oka, ocena wydzielania łez.
Soczewki kontaktowe należy w odpowiedni sposób pielęgnować. Większość soczewek (poza przeznaczonymi do ciągłego noszenia i jednodniowymi) należy każdego dnia ściągać i czyścić płynem pielęgnacyjnym, aby pozbyć się z powierzchni osadów białkowych i tłuszczowych.
Jedna z ocen liczby osób noszących soczewki kontaktowe dała liczbę 140 milionów (2% ludności świata). Typy soczewek używanych i przypisywanych pacjentom różnią się między krajami – o ile około 20% osób nosi twarde soczewki w Japonii, Holandii i Niemczech, to w Skandynawii nosi je mniej niż 5% osób. Jednocześnie z roku na rok rośnie popularność jednodniowych soczewek kontaktowych, które w wielu krajach stanowią już ponad 80% wszystkich przepisywanych soczewek.

### Rodzaje
Podstawowy podział soczewek kontaktowych ze względu na ich przeznaczenie:
- soczewki kontaktowe korekcyjne – najczęściej stosowane, służą do korekcji wad wzroku,
- soczewki kontaktowe lecznicze (terapeutyczne) – stanowią opatrunek dla oka po urazie rogówki, mogą też być nośnikiem leków,
- soczewki kontaktowe kosmetyczne (kolorowe) – umożliwiają zmianę koloru oczu, mogą być bez mocy (tzw. zerówki) lub z mocą (wtedy jednocześnie pełnią funkcje soczewek korekcyjnych i kosmetycznych).

Soczewki kontaktowe korekcyjne według korygowanych wad dzieli się na:
- sferyczne (korygują wadę krótkowzroczności lub nadwzroczności),
- toryczne (korygują wadę sferyczną i cylindryczną – astygmatyzm),
- multifokalne (posiadają więcej niż jedną krzywiznę sferyczną – korygują wadę do bliży i do dali jednocześnie).

Ze względu na rodzaj materiału wyróżnia się:
- miękkie soczewki kontaktowe (zdecydowanie najczęściej używane),
- sztywne gazoprzepuszczalne soczewki kontaktowe,
- twarde soczewki kontaktowe.

Ze względu na czas noszenia miękkie soczewki kontaktowe dzieli się na:
- jednodniowe – tak zwane soczewki jednorazowe, ponieważ po każdym użyciu trzeba je wyrzucić do kosza. Są wygodne i bezpieczne, gdyż nie wymagają pielęgnacji[5].

oraz te, które są przeznaczone do noszenia przez określony czas i wymagają zabiegów pielęgnacyjnych:
- dwutygodniowe,
- miesięczne,
- kwartalne,
- roczne,
- do ciągłego noszenia (24 h),

Do produkcji miękkich soczewek kontaktowych używa się obecnie dwóch typów materiału. Wyróżnia się soczewki:
- hydrożelowe – starsze, najczęściej wysoko uwodnione, ale gorzej przepuszczające tlen do rogówki,
- silikonowo-hydrożelowe – nowszy typ soczewek, przepuszczają dużo więcej tlenu, dlatego uważane są za zdrowsze (niektóre można nawet nosić całodobowo), stanowią aktualnie około 67% wszystkich sprzedawanych soczewek[6].

Specyficzne wymagania pewnych grup użytkowników spowodowały powstanie soczewek specjalnego przeznaczenia, np. soczewek męskich (które cechują łatwość użycia oraz wyższa odporność).
Aktualnie najpopularniejszym typem soczewek jest soczewka miękka częstej wymiany (czyli soczewki jednodniowe, dwutygodniowe i miesięczne). Soczewki miękkie mogą korygować wymienione poniżej wady.

## Korekcja wad wzroku
Za pomocą soczewek kontaktowych koryguje się następujące wady wzroku:
- astygmatyzm,
- krótkowzroczność,
- nadwzroczność,
- starczowzroczność.

## Soczewki kontaktowe w Polsce
Pierwszym polskim producentem soczewek kontaktowych były Śląskie Zakłady Mechaniczno-Optyczne OPTA od 1977 roku.
Szacuje się, że w Polsce w 2014 roku soczewki nosiło ok. 800 tys. osób (2% społeczeństwa), a rynek sprzedaży okularów i soczewek wart jest ok. 2,4 mld złotych. Dwa najpopularniejsze kanały sprzedaży w Polsce to salony optyczne i internet.